# 劍齒象科
劍齒象科（學名：Stegodontidae）為長鼻目下已滅絕的一個科，棲息於中新世（約1,597萬年前）至更新世晚期的亞洲及非洲，部分研則指出有些劍齒象科的物種可能存活於全新世的中國直到約4,100年前，但這項研究目前仍存有爭議。

## 分類學
劍齒象科由亨利·費爾費爾德·奧斯本於1918年命名，最初由羅伯特·L·卡羅爾於1988年將其分類至乳齒象總科下、而後則由蘭伯特與耶赫斯克爾·舒沙尼於1998年及舒沙尼等人於2006年將劍齒象科重新分納入至象總科下，目前本科包含兩個已滅絕的屬：

| 劍齒象科 Stegodontidae | \| \| 脊稜齒象屬 Stegolophodon \| \| \| \| \| \| 劍齒象屬 Stegodon \| \| \| \| |
|                        | \| \| 脊稜齒象屬 Stegolophodon \| \| \| \| \| \| 劍齒象屬 Stegodon \| \| \| \| |
|                        | 脊稜齒象屬 Stegolophodon                                                       |
|                        |                                                                                |
|                        | 劍齒象屬 Stegodon                                                              |
|                        |                                                                                |

和其他長鼻目一樣，劍齒象科演化支的位置一直處於未定：有些人認為牠們是象科的子演化支，但也有人認為牠們是象科的姐妹群。